# ريتشارد ويليام هوارد فايس
ريتشارد ويليام هوارد فايس (25 يوليو 1784 – 8 يونيو 1853) هو مهندس وسياسي وعالم مصريات وآثار وباحث أنثروبولوجيا بريطاني. قام فايس باكتشاف ملحوظ جدًا في الهرم الأكبر بالجيزة